# Eugenia ovalis
Eugenia ovalis är en myrtenväxtart som beskrevs av Otto Karl Berg. Eugenia ovalis ingår i släktet Eugenia och familjen myrtenväxter.
Artens utbredningsområde är Ecuador. Inga underarter finns listade i Catalogue of Life.